# Phonarellus mistshenkoi
Phonarellus mistshenkoi är en insektsart som beskrevs av Andrej Vasiljevitj Gorochov 1983. Phonarellus mistshenkoi ingår i släktet Phonarellus och familjen syrsor. Inga underarter finns listade i Catalogue of Life.